# Ivana Třešňáková
Ivana Třešňáková (Praga, 21 gennaio 1958) è un'ex cestista cecoslovacca.

## Carriera
Con i Cecoslovacchia ha disputato tre edizioni dei Campionati europei (1978, 1980, 1981).